# ريتشارد لوي
ريتشارد لوي (بالإنجليزية: Richard Thomas Lowe )‏ (و. 1802 – 1874 م) هو عالم نبات، وعالم أسماك، من المملكة المتحدة لبريطانيا العظمى وإيرلندا، ولد في داربيشير، توفي في جزر سيلي، عن عمر يناهز 72 عاماً.

## التعليم
تعلم في كلية المسيح في جامعة كامبريدج ‏.